# Baal (demónio)

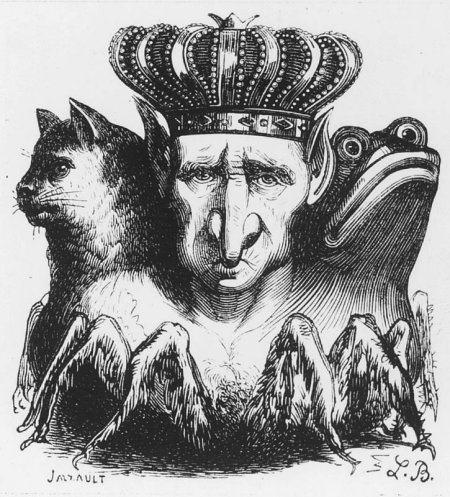
Ilustração de Baël no Dicionário Infernal

Baal  (também escrito Baël, do francês: Bael, Baell ou Belzebu) é a primeira e principal entidade de uma lista de 72 entidades descritas pela primeira vez na Arte da Goécia, um grimório medieval conhecido como A Chave Menor de Salomão.
Baël é uma corruptela e demonização de Baal, título e às vezes nome próprio do príncipe dos deuses nos antigos mitos das regiões semíticas.

## Na mitologia pré-Goécica
Baal, pl. Baalim, em hebraico antigo, é um título e pronome de tratamento equivalente ao português "senhor", ao inglês "mister", ao alemão "Herr", etc.  Como substantivo e adjetivo, é equivalente aos vocábulos "senhor" no sentido de "dono", podendo também significar "marido", "patrão" e "chefe."
Nos panteões e mitos das regiões semíticas na antiguidade, passou a ser título e pronome de tratamento respeitoso para se dirigir às deidades masculinas, e particularmente ao príncipe delas, cujo nome e identidade poderiam variar conforme a tribo daquelas regiões.
Não raro, muitos dos lugares em que os baalins eram cultuados acabavam levando seus nomes, como Baal-Salisa.
Segundo o mito semítico mais comum, o Baal mais famoso - ou infame, por ser o que costuma ser criticado e demonizado nas Escrituras judaico e cristã - é o príncipe dos deuses do panteão cananeu, filho de Él e Aserá, marido de Astarte, e senhor da fecundidade, da guerra, das chuvas, das montanhas, e cujo epíteto era "o que vai montado sobre as nuvens." Curiosamente, e provavelmente na intenção de desmerecer e menosprezar os cultos rivais, esse epíteto foi adotado pelos hebreus para se referir a Jeová, como pode ser observado em Salmos 68:4.
Fala-se "mito mais comum" pois o paganismo antigo não possuía estrutura dogmática rígida ou texto sagrado de caráter universal (como faziam os abraâmicos) para cristalizar doutrinariamente as versões definitivas de seus mitos e os atributos de suas divindades. Desta maneira, não era incomum (e tampouco errado) encontrar o rei dos deuses descrito como marido de Astarte e deidade pluvial numa localidade, e noutra como deidade solar e marido de Aserá.
Por isso, provavelmente, a preferência dos escribas pelo título Baal nas Escrituras judaico-cristãs ao invés dos nomes próprios de cada Baal para se referir aos deuses pagãos deu-se não só pela proibição mosaica de pronunciar os nomes das deidades gentias, como também um recurso conveniente para generalizar a todos como ídolos impotentes e inanimados. Para contrastá-los com Jeová, inclusive, foi-se preterido o título  "Baal" em prol de um mais exclusivo e singular: Adonai, que em hebraico quer dizer "Senhor Supremo" ou "Soberano."
Dentre os vários nomes que os príncipes dos baalins possuíam conforme as regiões, incluem Baal Hadade entre os amorreus, Baal Zéfon entre os cananeus, Baal Peor entre os israelitas, e Baal Hámon entre os cartaginenses. Para ilustrar o que foi dito acima sobre a maleabilidade doutrinária do paganismo, Hadade era, comumente, um deus da chuva, cultuado em bosques e ribeiros; Zéfon, um deus das montanhas, cultuado em outeiros e morros; Peor, um deus do fogo e da fecundidade, cultuado no alto do Monte Peor com orgias e prostituição sagrada; e Hámon, um sincretismo com o deus egípcio Ámon, um deus do sol e da natureza, representado como um arietino (criatura com cabeça ou feições de carneiro), e cultuado num templo em Cartago supostamente com infanticídio ritualístico (apesar desse fato ser ainda disputado).

## Na Goécia e na demonologia judaico e cristã

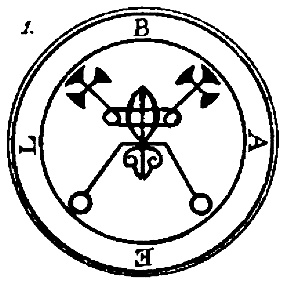
Selo de Baël

Baël não nasceu, originalmente, como uma entidade malévola no paganismo semítico. Como dito acima, é uma corruptela do título "Baal", presente em tratados posteriores de demonologia cristã medieval, que seguiram o costume judaico de demonizar as deidades pagãs para desencorajar seus cultos e incentivar o proselitismo.
Comumente, nesses tratados, Baël era classificado como o primeiro e principal rei do inferno, que morava e mandava nas partes do oriente. Outros demonólogos atribuíam a Baël o cargo de duque na hierarquia infernal, e cria-se que ele mandava em sessenta e seis legiões de demônios.
Durante o período puritano, o ocultista inglês Francis Barrett atribuiu a Baël o poder de tornar o conjurante invisível e, segundo outros demonólogos, esse demônio fica mais forte no mês de outubro, que é quando os goetas costumam evocá-lo.[carece de fontes?]
Apesar de seu antecessor semítico Baal ser representado como um rei cananeu ou um taurícefalo, a tradição dos grimórios reza que quando Baël atende à evocação e se manifesta fisicamente aos goetas, ele geralmente assume a forma de um rei com semblante lúgubre, de um gato, de um sapo, ou de combinações destes três. Uma ilustração do Dictionnaire infernal (Dicionário do Inferno), de Collin de Plancy em 1818, curiosamente, colocou as cabeças das três criaturas em um jogo de pés de aranha. Reza a tradição, também, que Baël fala com uma voz rouca, ressonante e  profunda. [carece de fontes?]
Através dos escritos de goetas como Aleister Crowley e o já mencionado Francis Barrett, o nome Baël no meio ocultista hoje é, comumente, associado a um dos 72 goécios ou entes preternaturais listados na Chave Menor de Salomão, que pode ser conjurado através de um procedimento específico detalhado no excerto do supracitado grimório, conhecido como Ars Goetia.